# Johannes Schneider (General)
Adolf Johannes Schneider (* 1862 in Dresden; † 2. März 1925) war ein sächsischer Generalmajor.

## Leben
Johannes Schneider trat 1881 in die sächsische Armee ein und wurde am 24. März 1882 zum Fähnrich beim Grenadier-Regiment „Kaiser Wilhelm, König von Preußen“ (2. Königlich Sächsisches) Nr. 101 ernannt. Er avancierte am 24. Januar 1883 zum Leutnant. Er wurde im folgenden Jahr in das 9. Infanterie-Regiment Nr. 133 versetzt. Er diente dort u. a. bei der 9. Kompanie und wurde am 1. April 1887 in das neuerrichtete 11. Königlich Sächsische Infanterie-Regiment Nr. 139 unter Oberst Johannes Leusmann versetzt, wo er als Bataillonsadjutant des II. Bataillons verwendet. Am 7. September 1889 wurde er unter Beförderung zum Oberleutnant in die 3. Kompanie des 10. Infanterie-Regiment Nr. 134 versetzt. Nach mehrjähriger Wirkung wurde er am 24. Januar 1894 zum Hauptmann und Kompaniechef der 10. Kompanie im Regiment ernannt. 1900 wurde er als Kompaniechef in das 13. Königlich Sächsische Infanterie-Regiment Nr. 178 versetzt. Er diente darauf als Stabsoffizier beim Bekleidungsamt des XIX. (II. Königlich Sächsisches) Armee-Korps.
Am 9. Dezember 1904 wurde er zum Major ernannt und dem 8. Infanterie-Regiment „Prinz Johann Georg“ Nr. 107 aggregiert. Im Jahr 1906 wurde er zum Bataillonskommandeur des III. Bataillons im Infanterie-Regiment „König Ludwig III. von Bayern“ (3. Königlich Sächsisches) Nr. 102 ernannt. Nach mehrjähriger Wirkung wurde er 1910 als Stabsoffizier dem Bekleidungsamt des XIX. (II. Königlich Sächsisches) Armee-Korps zugeteilt, wo am 23. September 1911 seine Beförderung zum Oberstleutnant erfolgte. Nach weiterer Beförderung zum Oberst am 25. April 1913 wurde er Vorstand dieses Bekleidungsamtes. Über den gesamten Weltkrieg blieb er Vorstand des Bekleidungsamtes und wurde u. a. im Mai 1916 mit dem Komturkreuz II. Klasse des Albrechtsordens ausgezeichnet. Er schied als Generalmajor aus dem aktiven Heeresdienst aus.